# Platycleis gionica
Platycleis gionica är en insektsart som först beskrevs av Scott LaGreca och Messina 1976.  Platycleis gionica ingår i släktet Platycleis och familjen vårtbitare. Inga underarter finns listade i Catalogue of Life.